# Jermaine Beal
Jermaine Beal (Dallas, Texas, 4 de noviembre de 1987) es un exjugador de baloncesto estadounidense que jugó como profesional entre 2010 y 2017. Con 1,90 metros de estatura, lo hacía en la posición de escolta.

## Trayectoria deportiva
Es un jugador formado en los Vanderbilt Commodores y tras no ser elegido en el Draft de la NBA de 2010, debutó como profesional en Polonia en las filas del Trefl Sopot, antes de volver a Estados Unidos para jugar dos temporadas e la NBA D-League en las filas del Austin Toros y Erie BayHawks. 
Más tarde, jugaría en Bélgica en dos temporadas alternativas (VOO Verviers-Pepinster y Telenet Oostende) y otras dos en la NBL Australia (Perth Wildcats y Brisbane Bullets). También jugaría en Brasil y Arabia Saudita.
El 18 de septiembre de 2017, Beal firmaría un mes de contrato con Ironi Nes Ziona, retornando al equipo tras la lesión de Daequan Cook.